# Lia (minissérie)
Lia é uma minissérie brasileira produzida pela Record em parceria com a produtora Casablanca e exibida de 26 de junho a 9 de julho de 2018, com total de 10 episódios, substituindo a telenovela Apocalipse e sendo substituída por Jesus. Escrita por Paula Richard com colaboração de Cláudia Valli, Larissa Oliveira, Méuri Luiza, Natália Piserni, pesquisa de Irene Bosisio, consultoria histórica de Maurício Santos e direção geral de Juan Pablo Pires. A minissérie é baseada no livro Gênesis. É a primeira minissérie desde Plano Alto, em 2014.
Conta com Bruna Pazinato, Felipe Cardoso, Graziella Schmitt, Júlia Maggessi, Bruno Ahmed, Leandro Lima, Brenno Leone e Suzana Alves nos papéis centrais.

## Antecedentes
A tradição em produzir minisséries épicas se iniciou na Record no verão de 2010 com a minissérie A História de Ester, de forma ainda despretensiosa e em forma de teste para ver a aceitação do público em um produto tão distinto do que se costumava fazer na televisão – acostumada com obras que iam, no máximo, até o período escravagista brasileiro. Sem grandes pretensões, a minissérie surpreendeu a direção ao ser bastante elogiada pela crítica especializada. A segunda produção do gênero, a minissérie Sansão e Dalila, entrou no ar no início de 2011, recebendo um investimento de 12 milhões de reais e mantendo os índices do ano anterior. Em 24 de janeiro de 2012 o projeto mais ambicioso até então, Rei Davi, estreou com gravações ocorridas no Canadá e Chile. A trama chegou aos 16 pontos e liderança do horário em determinados dias.
Em 2013 entra no ar a quarta e última minissérie sequencial da temática, José do Egito, com um investimento de mais de R$ 60 milhões, o maior já empregado em uma minissérie até então no Brasil. As gravações foram realizadas no Chile, Egito, Israel e Palestina, envolvendo 300 profissionais viajando para a produção. Em 2014 a emissora apostou em um formato diferente para a produção épica, lançado em duas temporadas o seriado Milagres de Jesus, que trazia em cada episódio uma história diferente. Cada episódio foi orçado em R$ 900 mil, o maior para um seriado nacional.

## Produção
Em abril de 2018 a direção da emissora decidiu adiar em três semanas a estreia da telenovela Jesus, substituta de Apocalipse, para não coincidir com a época dos jogos da Copa do Mundo, que tradicionalmente gera uma defasagem de telespectadores na teledramaturgia e poderia refletir com uma audiência menor para o início da trama.[carece de fontes?] Paula Richard foi convocada para desenvolver uma minissérie sobre a história de Lia para ocupar a lacuna até o fim do torneio esportivo, entregando a faixa de horário em tempos normais para a futura telenovela.[carece de fontes?] Na época chegou-se a cogitar que Jesus estreasse apenas em agosto, sendo que Lia seria substituída por outra minissérie, baseada na história de Rute, porém os planos foram abortados para coincidir a estreia com o início da propaganda eleitoral. O diretor argentino Juan Pablo Pires foi convocado para dirigir o projeto. A Direção de Fotografia foi assinada por Anderson Sérgio, Membro do ABC. As gravações começaram em 7 de maio e, quatro dias depois, as primeiras imagens foram liberadas para a imprensa.

### Escolha do elenco
A direção da minissérie decidiu apostar em uma atriz iniciante para o posto de protagonista, escolhendo Bruna Pazinato para contracenar com os veteranos após sua boa repercussão em O Rico e Lázaro. Priscila Fantin chegou a ser cogitada para interpretar Raquel, porém a emissora desistiu de contratá-la após o alto salário pedido pela atriz. Graziella Schmitt foi efetivada para o papel. Brenno Leone, Graziella Schmitt, Júlia Maggessi e Suzana Alves estavam escalados para a "novela das sete" Topíssima, porém foram realocados para a minissérie com o adiamento da trama para 2019.

## Enredo
Lia (Bruna Pazinato) é uma jovem forte e que nunca deixou de acreditar no amor apesar dos percalços. Após perder a mãe aos 5 anos, ela criou sozinha a irmã mais nova, Raquel (Graziella Schmitt), e passou diversos maus-tratos nas mãos de sua madrasta, a venenosa Laila (Suzana Alves), que odeia o fato do marido, Labão (Theo Becker), ter tido outra família antes e criou seus filhos com o aldeão, Eliabe (Felipe Cunha) e Nananias (Saulo Meneghetti), com todo conforto, enquanto as enteadas viviam na miséria. Lia se apaixona por Jacó (Felipe Cardoso), mas ele só tem olhos para Raquel, que não gosta dele, mas aceita suas investigas apenas para afrontar a irmã, a quem culpa pelas desgraçadas que a vida trouxe. Após fazer um acordo de que trabalharia 7 anos para Labão em troca da mão de Raquel, Jacó acaba sendo enganado pelo sogro, que lhe entrega em matrimônio Lia coberta com um véu, alegando que a mais velha deve se casar antes, porém o agricultor não desiste da amada e trabalha mais 7 anos em troca da mão de Raquel também.
Casadas com o mesmo homem, Raquel passa a ter todo luxo e conforto, enquanto Lia é humilhada por Jacó e vive aos farrapos. Ao longo dos anos Lia tem sete filhos: Rúben (Leandro Lima), Simeão (Brenno Leone), Levi (Maurício Pitanga), Judá (Bru Malucelli), Issacar (Marcus Bessa), Zebulom (Igor Fernandez) e Diná (Júlia Maggessi) – a única mulher da casa e a única a receber amor do pai, o que causa inveja dos demais irmãos – enquanto Raquel só gera José (Bruno Peixoto), tido por Jacó como o único homem da casa digno de afeto. Com o passar dos anos e a ajuda do conselheiro Saul (Augusto Garcia), Lia consegue aos poucos mostrar a Jacó o verdadeiro significado do amor. Enquanto isso Diná sofre com o constante assédio do Príncipe Siquém (Bruno Ahmed), que estupra a moça. O ocorrido faz com que Simeão e Rúben iniciem uma rebelião na cidade à caça do estuprador, matando diversas pessoas em seu caminho.

## Elenco
| Ator/Atriz        | Personagem        |
| ----------------- | ----------------- |
| Bruna Pazinato    | Lia Paddan        |
| Felipe Cardoso    | Jacó de Israel    |
| Graziella Schmitt | Raquel Paddan     |
| Júlia Maggessi    | Diná de Israel    |
| Bruno Ahmed       | Príncipe Siquém   |
| Leandro Lima      | Rúben de Israel   |
| Brenno Leone      | Simeão de Israel  |
| Suzana Alves      | Laila Paddan      |
| Theo Becker       | Labão Paddan      |
| Augusto Garcia    | Saul              |
| Thais Müller      | Zilpa Mayan       |
| Cacá Ottoni       | Bila Mut          |
| Felipe Cunha      | Eliabe Paddan     |
| Saulo Meneghetti  | Hananias Paddan   |
| Bruno Peixoto     | José de Israel    |
| Maurício Pitanga  | Levi de Israel    |
| Bru Malucelli     | Judá de Israel    |
| Marcus Bessa      | Issacar de Israel |
| Igor Fernandez    | Zebulom de Israel |
| Rafael Awi        | Dã Mut            |
| Caio Lucas Leão   | Naftali Mut       |
| Matheus Venâncio  | Aser Mayan        |
| Walter Nunes      | Gade Mayan        |

### Participações especiais
| Ator/Atriz     | Personagem            |
| -------------- | --------------------- |
| Paula Jubé     | Adinah Paddan (jovem) |
| Pedro Monteiro | Esaú de Israel        |
| Silvio Matos   | Sr. Isaque de Israel  |
| Rose Abdallah  | Srª. Rebeca de Israel |
| Paulo Carvalho | Rei Hamor             |
| Mariana Cysne  | Dalila                |
| Laura Svacina  | Lia (jovem)           |
| Sofia Budke    | Raquel (jovem)        |
| Isabella Tigre | Zilpa (jovem)         |
| Nica Bonfim    | Parteira              |

## Audiência
Apesar de não possuir uma meta estabelecida por se tratar de uma minissérie provisória no horário das 20h45, a trama registrou 10 pontos de média em seu primeiro capítulo na Grande São Paulo e 12 no Rio de Janeiro – onde manteve a vice-liderança.